# Cosmos 459
Cosmos 459 (en cirílico, Космос 459) fue un satélite artificial militar soviético perteneciente a la clase de satélites DS (el tercero del tipo DS-P1-M) y lanzado el 29 de noviembre de 1971 mediante un cohete Kosmos-3 desde el cosmódromo de Plesetsk.

## Objetivos
Cosmos 459 fue parte de un sistema de satélites utilizados como objetivos de prueba para el programa de armas antisatélite IS y para armas antimisiles. Los satélites del tipo DS-P1-M no se limitaban a ser satélites pasivos, sino que tenían sensores para registrar la dirección e intensidad del impacto entre otros parámetros. El sistema estuvo en funcionamiento hasta 1983, año en que la Unión Soviética abandonó el programa de armas antisatélite. El propósito declarado por la Unión Soviética ante la Organización de las Naciones Unidas en el momento del lanzamiento era realizar "investigaciones de la atmósfera superior y el espacio exterior".

## Características
El satélite tenía una masa de 750 kg (aunque otras fuentes apuntan a 650 kg) y forma de poliedro hexagonal. El satélite fue inyectado inicialmente en una órbita con un perigeo de 26 km y un apogeo de 277 km, con una inclinación orbital de 65,8 grados y un periodo de 89,4 minutos.
Cosmos 459 fue el objetivo del interceptor antisatélites Cosmos 462, lanzado el 29 de noviembre de 1971. El interceptor maniobró para acercarse a Cosmos 459 a alta velocidad, explotando al entrar este en su radio de acción y dejando al menos 29 piezas detectables desde tierra, habiendo reentrado todas en la atmósfera hacia 1982. Debido al clima político favorable entre Estados Unidos y la Unión Soviética, las pruebas antisatélite de esta última superpotencia no se reanudaron hasta 1976.